# دوبال‌میوه دم‌بلند
دوبال‌میوه دُم‌بلند (نام علمی: Dipterocarpus caudiferus) نام یک گونه از سرده دوبال‌میوه‌ها است.